# Likätare
En likätare är en mytologisk varelse, som kan ses som ett slags zombie som kan skapas av vampyrer om de biter icke oskulder. Är personen som blir biten oskuld blir den en vampyr. Likätare är bara ett skal av den förre levande varelsen som styrs som en marionettdocka. De är kannibaler och kan dödas av skott i huvudet eller hjärtat.

## Jämför
- Ghoul